# Pingprisen
Pingprisen er en dansk tegneseriepris. Den er blevet uddelt i perioden 1986-1996 og igen fra 2012 i et nyt format.
Den oprindelige Pingpris bestod af en enkelt årlig pris til én person. Den nye Pingpris uddeles i kategorier for for bedste danske tegneserie, bedste danske debut, bedste børne-ungdomstegneserie, årets journalistiske tegner, bedste danske nettegneserie, bedste internationale tegneserie og bedste internationale tegneserie på dansk. Desuden uddeles der en ærepris. 

## Pingprisen 1986-1996
Den oprindelige Pingpris blev i årene 1986-1996 uddelt årligt. Prisen var en ærespris, der blev uddelt til en tegneserietegner eller -formidler. Den gamle Pingpris blev til på formiddagsavisen BTs initiativ og blev uddelt af avisen samt af en række forlag, pressebureauer og en specialbutik. Prisen var en bronzestatuette af Storm P.s tegneseriefigur Ping samt 25.000 kr.

### Prismodtagere 1986-1996
- 1986 – Rune T. Kidde
- 1987 – Jørgen Mogensen
- 1988 – Sonja Rindom
- 1989 – Peter Madsen
- 1990 – Carsten Graabæk
- 1991 – Claus Deleuran
- 1992 – Karsten Hansen
- 1993 – Niels Søndergaard (forfatter) og Ole Comoll Christensen (tegner)
- 1994 – Sussi Bech
- 1995 – Per Då
- 1996 – Anders Hjorth-Jørgensen

## Pingprisen 2012-
I 2012 etableredes en ny pris under det gamle navn. Den nye Pingpris er stiftet af Dansk Tegneserieråd og tegneseriemagasinet Nummer 9  og samarbejder med Copenhagen Comics, Animation Workshop Viborg , tegneseriemagasinet Strip! og Storm P. Museet. De nye prisstatuetter har samme udformning, men er støbt i et grafitlignende materiale, og kontantbelønningen er udgået.
Målet er at synliggøre og formidle tegneserier af højeste kvalitet, og i sin nye form uddeles prisen hvert år i en række forskellige kategorier: Bedste danske tegneserie, Bedste internationale tegneserie på dansk, Bedste internationale tegneserie, Bedste børne/ungdomstegneserie, Bedste danske net-tegneserie, Bedste danske debut og, fra 2014, Årets journalistiske tegner. Desuden uddeles Pingprisens Ærespris til en person, der har haft særlig betydning for tegneserien i Danmark. Vinderne modtager en statuette af Storm P.s tegneseriefigur Ping.
Pingprisen trækker i sin nye form både tråde tilbage til den oprindelige Pingpris og til Komiks.dk-prisen, der blev uddelt hvert andet år ved tegneseriefestivalen Komiks.dk i perioden 2006-2010.
Det er tegneseriekritikere ved tegneseriemagasinet Nummer 9, der finder de nominerede i hver kategori, mens vinderne findes af en jury med skiftende medlemmer, der udpeges fra år til år. Dog har prisens stiftere, Dansk Tegneserieråd og tegneseriemagasinet Nummer 9, fast plads i juryen.

### Prismodtagere 2012-

#### 2012
- Bedste danske tegneserie: Glimt af Rikke Bakman
- Bedste internationale tegneserie på dansk: Speedy Ortiz dør af Jaime Hernandez (en)
- Bedste internationale tegneserie: Habibi af Craig Thompson (en)
- Bedste børne/ungdomstegneserie: Ankomsten af Shaun Tan (en)
- Bedste danske nettegneserie: Signe Parkins & Drawings af Signe Parkins
- Bedste danske debut: Post-it monstre af John Kenn Mortensen
- Æresprisen: Rolf Bülow og Søren Pedersen, grundlæggerne af Fantask

#### 2013
- Bedste danske tegneserie: Stig & Martha af Mårdøn Smet (pl)
- Bedste internationale på dansk: Asterios Polyp af David Mazzucchelli
- Bedste internationale tegneserie: Building Stories af Chris Ware
- Bedste børne/unge-tegneserie: Lou af Julien Neel (fr)
- Bedste nettegneserie: Anyone for Rhubarb? af Christian Henry (de)
- Bedste debut: Aske af Mikkel Ørsted Sauzet
- Æresprisen: Jakob Stegelmann, formidler og Troldspejl-vært

#### 2014
- Bedste danske tegneserie: Homo Metropolis 2010-2012 af Nikoline Werdelin
- Bedste internationale tegneserie på dansk: Alans krig Emmanuel Guibert
- Bedste Internationale tegneserie: The Great War af Joe Sacco
- Bedste børne/ungdomstegneserie: Pssst! af Annette Herzog og Katrine Clante
- Bedste danske nettegneserie: Det sarahkastiske hjørne af Sarah Glerup
- Bedste danske debut: Troldmændene fra Vestmannaeyjar af Thomas Mikkelsen
- Årets journalistiske tegner: Philip Ytournel, Politiken
- Æresprisen: Nikoline Werdelin, tegneserieskaber

#### 2015
- Bedste danske tegneserie: Desertør af Halfdan Pisket
- Bedste internationale tegneserie på dansk: Cowboy Henk af Kamagurka og Herr Seele
- Bedste internationale tegneserie: Here af Richard McGuire (en)
- Bedste børne/ungdomstegneserie: Gigant af Rune Ryberg
- Bedste nettegneserie: Cirkus og Livets skyggeside af Thomas Nøhr
- Bedste danske debut: Lava af Glenn August
- Årets journalistiske tegner: Lars Andersen, Berlingske
- Æresprisen: Arne Stenby, forlægger

#### 2016
- Bedste danske tegneserie: Hr. Gris af Peter Kielland
- Bedste internationale tegneserie på dansk: Den her sommer af Jillian Tamaki (en) og Mariko Tamaki (en)
- Bedste internationale tegneserie: Killing and Dying af Adrian Tomine
- Bedste børne/ungdomstegneserie: Den magiske muse af Thomas Wellmann (de)
- Bedste danske nettegneserie: Nastrand – Beach of the Dead af Søren Mosdal
- Bedste danske debut: Kongen (I morgen bliver bedre 1) af Karoline Stjernfelt
- Årets journalistiske tegner: Thomas Thorhauge, Politiken
- Æresprisen: Henning Kure, redaktør

#### 2017
- Bedste danske tegneserie: Dansker af Halfdan Pisket
- Bedste internationale tegneserie på dansk: Mørkets skønhed af Kerascoët og Vehlmann
- Bedste internationale tegneserie: The Art of Charlie Chan Hock Chye af Sonny Liew (en)
- Bedste børne/ungdomsserie: Zenobia af Morten Dürr og Lars Horneman
- Bedste nettegneserie: Myths From the Underground af Lawrence Marvit
- Bedste danske debut: My Dead Mother af Clara Jetsmark
- Årets journalistiske tegner: Morten Voigt, Kristeligt Dagblad
- Æresprisen: Morten Søndergaard, oversætter, redaktør, formidler, tegneseriepusher

#### 2018
- Bedste danske tegneserie: Tusindfryd af Signe Parkins
- Bedste internationale tegneserie på dansk: Fremtidens araber 3: En barndom i Mellemøsten (1984-1987) af Riad Sattouf
- Bedste internationale tegneserie: My Favorite Thing is Monsters af Emil Ferris
- Bedste børne/ungdomsserie: Mira af Sabine Lemire og Rasmus Bregnhøi
- Bedste nettegneserie: Mum af Nilas Røpke Driessen
- Bedste danske debut: Hver dag starter det forfra af Line Kjeldsen Jensen
- Årets journalistiske tegner: Christoffer Zieler (sv), Information og Universitetsavisen
- Æresprisen: Ivar Gjørup, tegneserieskaber

#### 2019
- Bedste danske tegneserie: Death Save af Rune Ryberg
- Bedste internationale tegneserie på dansk: Skamløs - rebelske kvinder der ændrede verden af Pénélope Bagieu (en)
- Bedste internationale tegneserie: Sabrina af Nick Drnaso
- Bedste børne/ungdomsserie: Lonely Journey af Ida Rørholm Davidsen
- Bedste nettegneserie: Betsy and the mutant scouts af Tor Fruergaard og Sissel Dalsgaard Thomsen
- Bedste danske debut: Det rette element af Line Høj Høstrup
- Årets journalistiske tegner: Philip Ytournel, Politiken
- Æresprisen: Paw Mathiasen, forlægger, redaktør, skribent

#### 2020
- Bedste danske tegneserie: Noget frygteligt er altid lige ved at ske af Lars Kramhøft
- Bedste internationale tegneserie på dansk: Børnenes jord af Gipi (en)
- Bedste børne/ungdomsserie: Mira 3: #kreaklubben, #familie, #kys af Sabine Lemire og Rasmus Bregnhøi
- Bedste nettegneserie: Betsy and the mutant scouts af Tor Fruergaard og Sissel Dalsgaard Thomsen
- Bedste danske debut: Repulsive attraction af Patrick Steptoe
- Årets journalistiske tegner: Mette Dreyer, Politiken
- Æresprisen: Morten Thorning, The Animation Workshop

#### 2022
- Bedste danske tegneserie: I morgen bliver bedre 2: Dronningen af Karoline Stjernfelt
- Bedste internationale tegneserie på dansk: En dag – altid af Jordi Lafebre (en)
- Bedste internationale tegneserie: Monsters af Barry Windsor-Smith (en)
- Bedste børne/ungdomsserie: Heartstopper (1+2) af Alice Oseman (sv)
- Bedste nettegneserie: @linehostrup af Line Høj Høstrup
- Bedste danske debut: Pseudo af Matilde Digmann
- Årets journalistiske tegner: Niels Bo Bojesen, Jyllands-Posten m.fl.
- Æresprisen: Søren Vinterberg, journalist, anmelder og oversætter

#### 2023
- Bedste danske tegneserie: Underlevet af Allan Van Hansen
- Bedste internationale tegneserie på dansk: Fremtidens araber, bind 5 af Riad Sattouf (en)
- Bedste internationale tegneserie: Acting Class af Nick Drnaso (en)
- Bedste børne/ungdomsserie: Smil af Raina Telgemeier (en)
- Bedste nettegneserie: James Crooner / Thomas_Bugge af Thomas Bugge
- Bedste danske debut: Mit indre øje af Anna Laurine Kornum
- Årets journalistiske tegner: Stine Spedsbjerg for Vox i Politiken
- Æresprisen: Marianne Eskebæk Larsen, tegneserieformidler, underviser og forsker